# 原望奈美
原望奈美（1995年12月24日—）是日本女性偶像團體SKE48Team E的前成員，愛知縣出身。前AKS所屬。

## 来歴
- 2010年9月29日、參加SKE48第4期生選拔合格（參加總數5,888名、最終合格者16名）。
- 2010年12月6日、從研究生升格成為Team E初期成員。
- 2011年1月1日、元旦公演以Team E成員的身分首次站立在SUNSHINE STUDIO（SKE48劇場）的舞台上。
- 2011年10月6日 - 22日、在舞台『中野ブロンディーズ』出演。以哥德蘿莉系御宅族的表演角色。
- 2011年11月9日、第7張單曲「愛就OK」首次選抜。PV是木下有希子、桑原みずき、原的3人組成踢踏舞Team披露。
- 2013年1月15日 - 在SKE48劇場舉行的Team KII公演中途，發表將從SKE48畢業。
- 2013年4月16日 - 在SKE48劇場畢業公演
- 2013年5月6日 - 在SKE48最終活動日 SKE48 11th單曲｢巧克力的奴隸｣(劇場盤)個別握手會

## 人物
- 自我介紹是。
- 官方暱稱是。另外被稱為也多[1]。
- 在SKE48是一個的貪食角色[2]。早起吃點心是每天的功課[3]。
- 喜歡的食物是鰻魚盒飯[4]、寿司。亦有說「大家驚訝嗎？　我吃壽司的話，一定要吃20盤」[5]。
- 而且，加鹽烤（斑魢）、青花魚豆醬、絲背細鱗魨的肝等澀的食物也喜歡[6]。
- 在Team內組成節食部，而且是中心成員[3]。
- 血型是O型，但意外地也有潔癖症[6]。
- 2011年的新年的寫作是「color!!」。

## SKE48的参加曲

### 單曲CD選抜曲
- 青春好難為情 - 紅組名義
- 讓我不敢靠近
- 我不會怨誰 - 紅組名義
- 討厭父親 - 紅組名義
- 愛就OK

### 劇場公演組合曲
TeamE 1st Stage「睡衣兜風」公演
1. 純情主義

## 出演

### 綜藝節目
- 地元応援バラエティ このへん!!トラベラー（2011年3月29日、中京電視台）
- 去吧戀48（2011年5月15日・22日・29日・6月5日、tvk）
- 週刊AKB（2011年9月16日、9月23日、東京電視台）
- SKE48的世界征服女子（2011年10月24日 - 、中京電視台）
- 微妙～（2011年11月17日 - 、ひかりTV）

### 廣播
- SKE48♥1+1は2じゃないよ!（2011年5月20日、8月23日、東海廣播）
- SKE48 観覧車へようこそ!!（2011年4月25日、5月23日、CBC廣播）

### 舞台
- 中野ブロンディーズ（2011年10月6日 - 10日、サンシャイン劇場・2011年10月19日 - 22日、新神戸オリエンタル劇場）

### 演唱會
- SKE48 コンサート「汗の量はハンパじゃない」（2010年10月、SHIBUYA-AX、Zepp Nagoya、神戶国際会館こくさいホール）
- Kinect for Xbox 360 Presents 1!2!3!4!ヨロシク!勝負は、これからだ! supported by LAWSON（2010年11月27日、愛知県芸術劇場大ホール）

## 備註
1. ↑  .   [2011-12-02]. （原始内容存档于2020-01-31）.
2. ↑  『SKE48のオールナイトニッポンR』2011年11月11日播放
3. 1 2  『AKB48 總選舉公式指南2011』（講談社）
4. ↑  .   [2011-12-02]. （原始内容存档于2011-11-02）.
5. ↑  公式ブログより[永久]
6. 1 2  『SKE48 部活魂』（扶桑社）

## 外部連結
- 原望奈美的X（前Twitter）